# Nycteola albimaculata
Nycteola albimaculata är en fjärilsart som beskrevs av Sheldon 1919. Nycteola albimaculata ingår i släktet Nycteola och familjen trågspinnare. Inga underarter finns listade i Catalogue of Life.